# Émile Labeyrie
Pour les articles homonymes, voir Labeyrie.
Émile Sosthène Labeyrie est un homme politique français né à Nantes le 9 février 1877, mort à Versailles le 9 janvier 1966. Après divers postes dans la haute administration française, il fut Gouverneur de la Banque de France pendant le Front populaire, procureur général près la Cour des comptes puis premier président de la Cour des comptes jusqu'à sa révocation par Pétain en 1940.

## Éléments biographiques
Il est le fils d'Henri Labeyrie, haut fonctionnaire de l'administration des finances qui, après plusieurs postes en province, dont celui de percepteur à Nantes, fut nommé directeur de la Caisse des dépôts et consignations en 1888 ; puis gouverneur général du Crédit foncier en 1895 ; et enfin Premier Président de la Cour des comptes en  1900).
Émile Labeyrie a effectué comme son père une carrière dans la haute administration publique et financière de la France, malgré son éviction par le gouvernement de Philippe Pétain après 1940 :
- Chef de cabinet du ministre des Colonies Raphaël Milliès-Lacroix en 1906
- Chef du cabinet du ministre des Finances Joseph Caillaux en 1913 et 1925[1]
- Secrétaire général du ministère des Finances en 1932
- Gouverneur de la Banque de France pendant le Front populaire de juillet 1936 à octobre 1937[2]
- Premier président de la Cour des Comptes, nommé en 1937 jusqu'à sa révocation par Pétain en 1940 en même temps de la cour des comptes et de ses fonctions de maire de Aire-sur-l'Adour[3]. Il fut réintégré à la libération dans cette fonction par décret du 7 mai 1954.

Pendant le Front populaire, il aida discrètement, contre la position officielle du gouvernement de Léon Blum, la république espagnole par l'achat de réserves d'or[réf. nécessaire].
Pendant la Seconde Guerre mondiale, Émile Labeyrie devait œuvrer dans la clandestinité.

## Mandats électifs
- Maire de Aire-sur-l'Adour de 1926 à 1940.
- Maire de Versailles, élu à la libération de 1944 à 1947.
- Conseiller général de Seine-et-Oise (canton de Versailles-Nord) de 1945 à 1949.

## Mariage et descendance
Émile Labeyrie a épousé en 1903 Andrée de la Borie de la Batut, cousine de Ferdinand de la Borie de la Batut qui sera élu de Dordogne de 1885 à 1930.
Il a eu 6 enfants, tous actuellement décédés, avec son épouse et 16 petits-enfants, dont deux sont décédés, Dorinne Reymond-Duc et Étienne Labeyrie :
- Marianne Labeyrie (1905-1971), épouse d'Alexandre Cantacuzène et mère de Jean Michel (dit 'Ion') Cantacuzène
- Claude Labeyrie (1906-2000), épouse d'André Reymond et mère de Marianne épouse Fey, Sylvie Reymond-Lépine et Dorinne épouse Duc
- Henri Labeyrie (1911-2005), époux d'Andrée et père d'Henri Labeyrie et de Michelle Labeyrie  épouse Hourtoule,Martine,Anne Labeyrie
- Catherine Labeyrie (1912-2012), épouse de Henri Menahem et mère de Georges et Martine épouse Scrive
- Jacques Labeyrie (1920-2009), époux de Françoise Prunières et père d'Antoine, Laurent et Étienne Labeyrie
- Vincent Labeyrie (1924-2008), époux de Marcelle Saint-Saëns et père d'Irène, Pierre et Roger Labeyrie

## Distinctions
- Grand officier de la Légion d'honneur (1936)[6].